# Mercatino di Natale

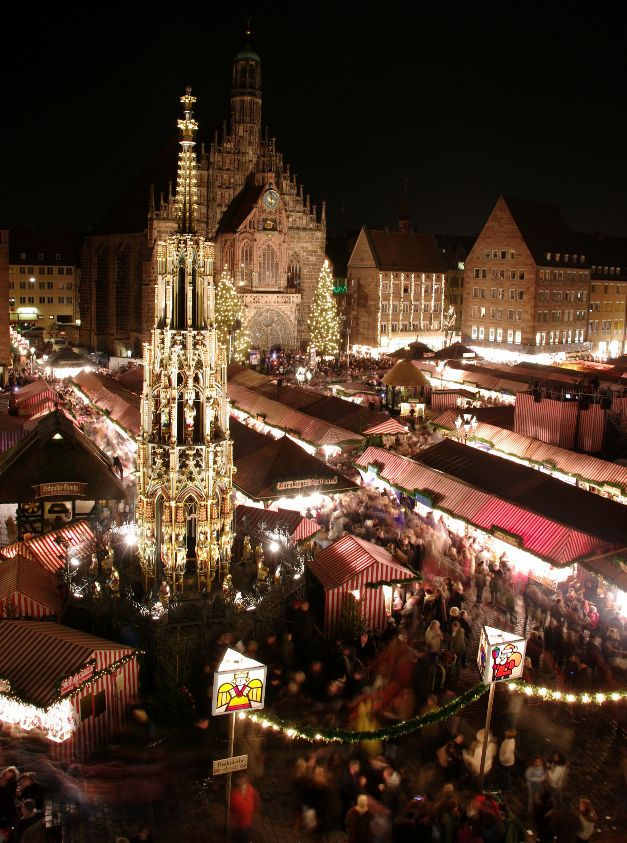
Christkindlesmarkt a Norimberga, in Germania

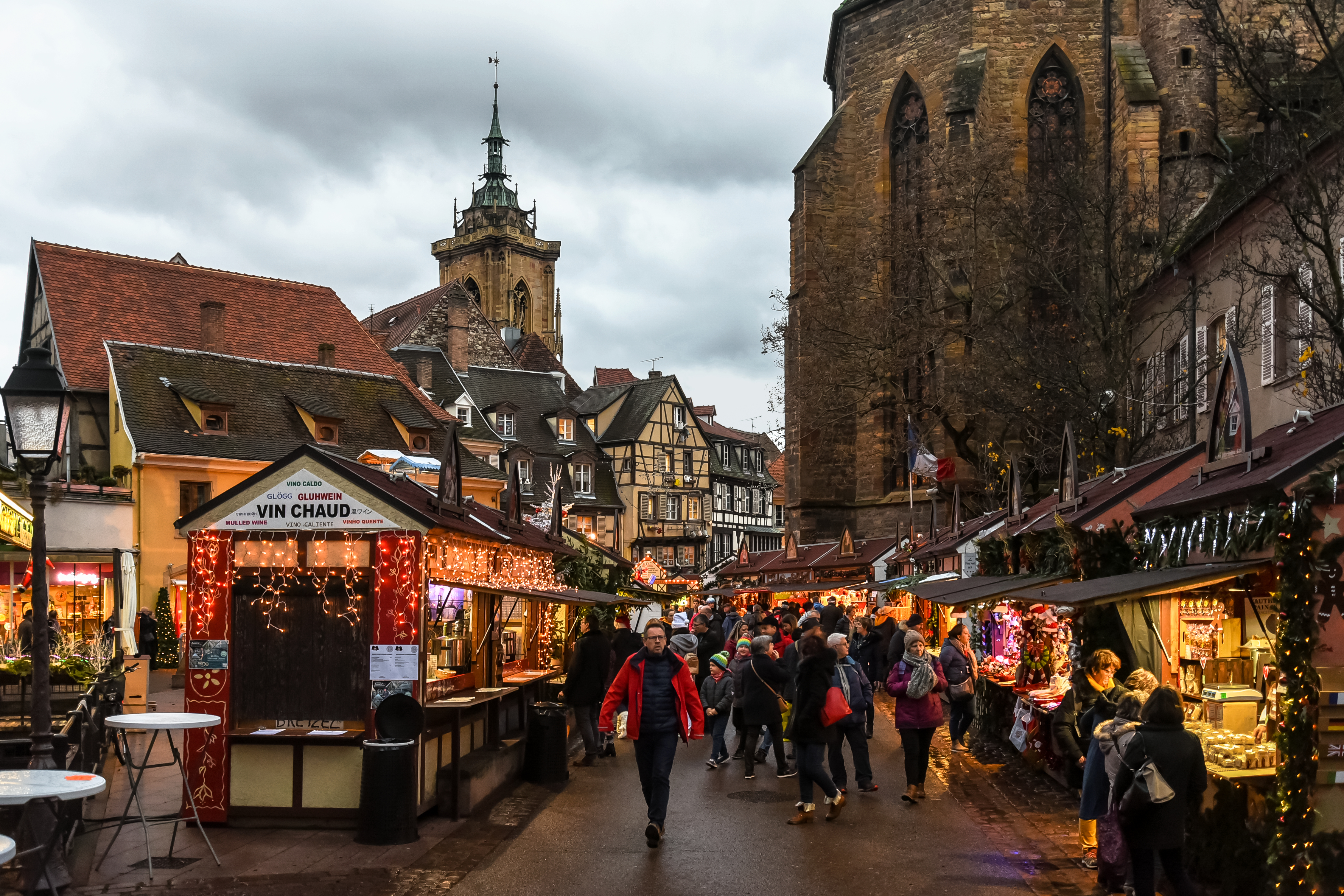
Scorcio del mercatino di Natale di Colmar, in Francia

Il mercatino di Natale è una manifestazione commerciale pubblica, normalmente svolta all'aperto tra i mesi di novembre e dicembre, nella quale viene esposto tutto ciò che concerne il Natale.

## Descrizione
In genere si caratterizza per la presenza di piccoli stand dove si vendono decorazioni natalizie, prodotti regionali dell'artigianato, souvenir e piccoli oggetti regalo. Inoltre, spesso in questi mercatini si effettua anche un servizio di ristorazione veloce che di solito propone prodotti gastronomici locali. La decorazione del luogo cerca di risultare suggestiva grazie ad una notevole illuminazione, fatta di luminarie o anche di fuochi di ceppi. Sovente il paesaggio sonoro è allietato da cori e musiche natalizie. L'intrattenimento può comprendere spettacoli tradizionali quali, ad esempio, l'interpretazione di personaggi del presepe o della nascita di Gesù e la presenza di attrazioni quali la ruota panoramica, piste di pattinaggio sul ghiaccio e piramidi natalizie. A volte i mercatini hanno anche apertura notturna, talvolta solo in alcune serate o notti, talvolta per l'intero arco della manifestazione.

## Storia
Nati nel Medioevo ed originariamente concentrati in Europa centrale (in particolare in Germania, Austria e Alsazia), soprattutto dalla fine del XX secolo la tradizione dei mercatini di Natale si è diffusa anche nel resto del continente e del mondo, divenendo per molte città la più importante attrazione turistica del periodo natalizio.

## Tradizione

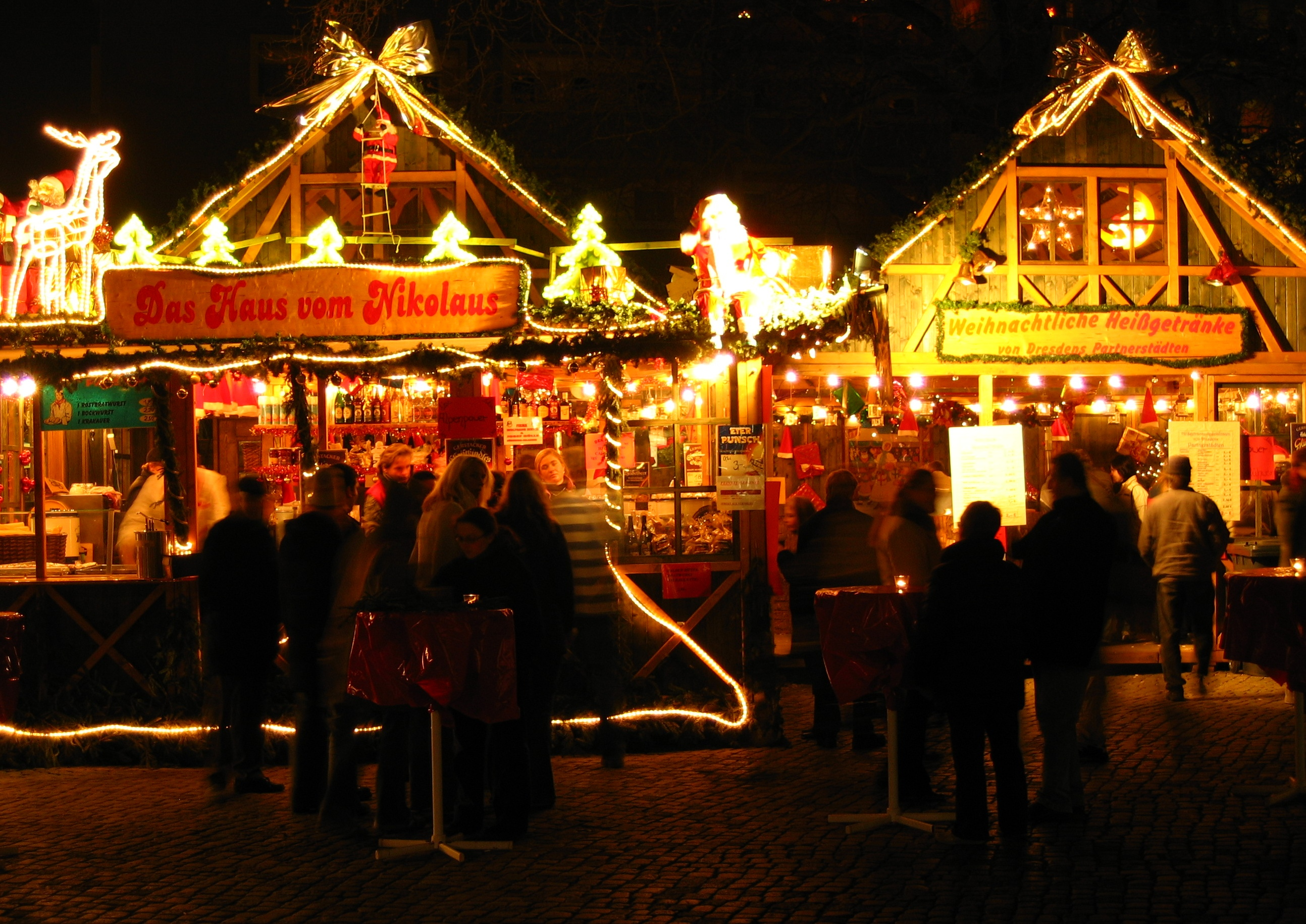
Il mercatino di Natale a Dresda

La tradizione dei mercatini di Natale nasce nel Medioevo, ed è collegata alle grandi fiere che venivano organizzate in concomitanza di ricorrenze annuali quali, ad esempio, il periodo dell'Avvento.
I primi esempi di mercatini di Natale, noti all'epoca con il nome di mercatino di San Nicola in quanto organizzati in corrispondenza dell'omonima ricorrenza, risalgono al XIV secolo ed erano situati in Germania, Austria e Alsazia. Secondo la tradizione il più antico mercatino di Natale al mondo sarebbe quello tenutosi a Vienna nel 1296: nell'occasione il duca d'Austria Alberto I d'Asburgo concesse ai cittadini il permesso di realizzare un mercatino di Natale, chiamato Krippenmarkt. Nei decenni successivi si ebbero invece i primi mercatini di Natale a Monaco di Baviera (1310), Bautzen (1384) e Francoforte (1393).

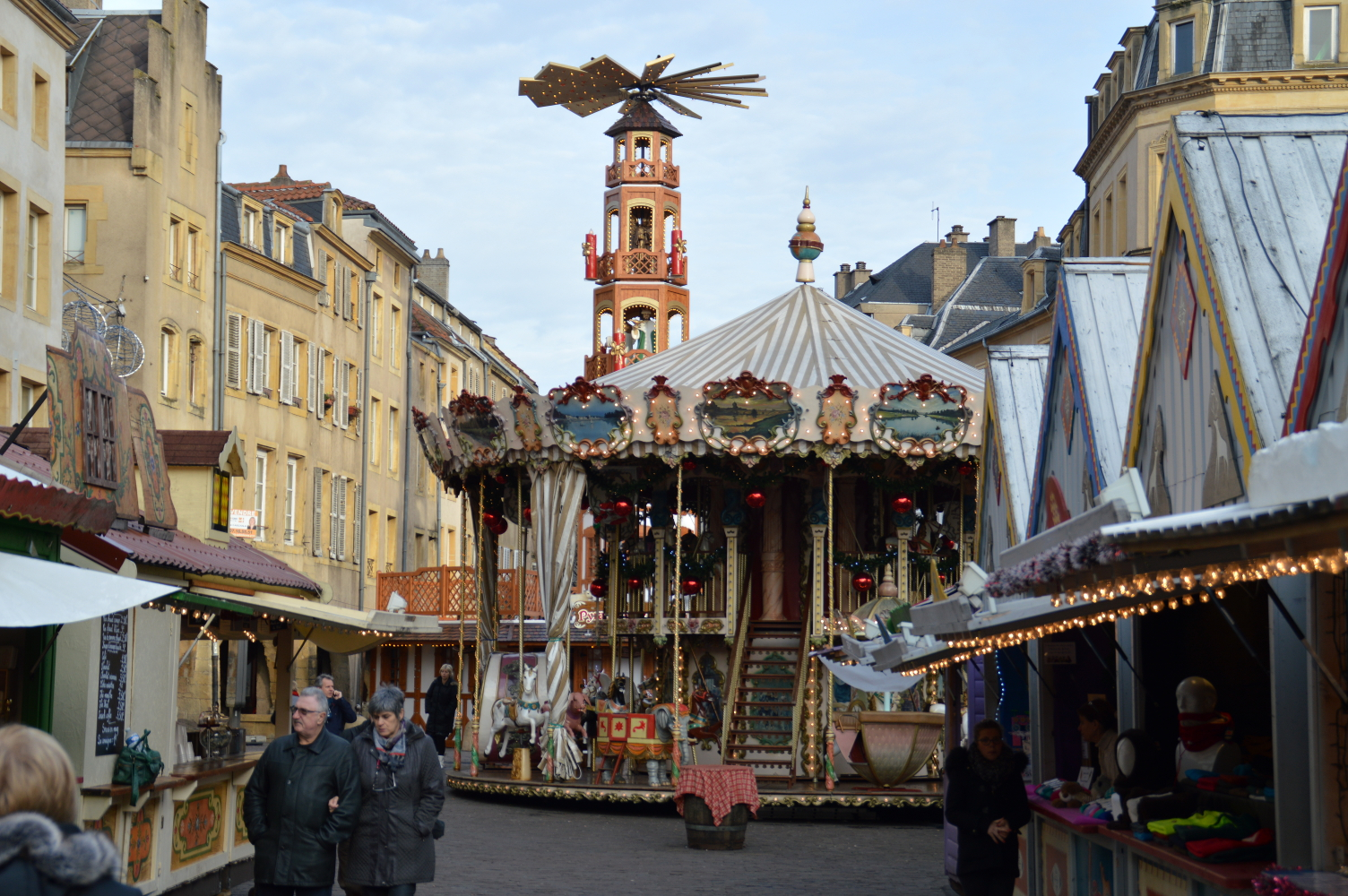
Il mercatino di Natale di Metz, con la tradizionale piramide natalizia sullo sfondo

Il primo mercatino di Natale ad essere attestato in un documento scritto è però quello nato a Dresda nel 1434, che serviva per fornire ai cittadini la carne per il pranzo di Natale ed era chiamato Striezelmarkt (mercato degli 'striezel', da un dolce tedesco). A seguito della Riforma luterana, nel 1517, che rifiutava il culto dei santi, nei paesi tedeschi fu deciso di far coincidere i mercatini con la celebrazione della nascita di Cristo e non più con la festa di San Nicola. Per questo motivo, il nome dei mercatini fu cambiato in Christkindlmarkt, ossia mercatino del bambino Gesù.
Altri antichi e storici mercatini di Natale sono quello di Norimberga, attestato dal 1530, e quello di Strasburgo, che risale al 1570, è conosciuto come Christkindelsmärik ed è il più antico di tutta la Francia.
Al di fuori dell'ambito tedesco, le prime presenze di mercatini di Natale si hanno con riferimento a periodi cronologici diversi: se la prima attestazione in Spagna è il mercatino di Barcellona del 1786 legato alla festa di Santa Lucia, in Italia la tradizione dei mercatini di Natale è giunta solo negli anni novanta del XX secolo, con la nascita del Mercatino di Natale di Bolzano nel 1991. Ciononostante, anche in Italia le fonti sembrano indicare che il primo mercatino di Natale, legato anch'esso alla festa di Santa Lucia come quello di Barcellona, sarebbe nato a Bologna già nel XVIII secolo.
Sempre nel periodo compreso tra gli anni ottanta e novanta il fenomeno dei mercatini di Natale si è diffuso sempre di più nel resto d'Europa, diventando un evento caratteristico e tipico del periodo natalizio.

## Mercatini famosi

### Austria
Secondo la tradizione l'Austria è il paese dove per la prima volta si è tenuto un mercatino di Natale: il Krippenmarkt, autorizzato dal duca Alberto I Asburgo, si tenne per la prima volta nel 1296, inaugurando una tradizione che dai paesi germanici si sarebbe poi diffusa nei secoli successivi nel resto d'Europa. Un altro storico mercatino natalizio è quello di Salisburgo, anticamente noto come Tandlmarkt e nato nel 1491, a cui si aggiunse il Nikolaimarkt nel XVII secolo.

### Germania
Come l'Austria, anche la Germania può essere considerata all'origine della tradizione dei mercatini di Natale: il primo mercatino di Natale attestato dalle fonti è infatti lo Striezelmarkt di Dresda, nato nel 1434,, ed ancor prima (sebbene le fonti siano più incerte sulle rispettive datazioni) ci sarebbero stati dei mercatini di Natale a Monaco di Baviera nel 1310, a Bautzen nel 1384 (il Wenzelsmarkt) e a Francoforte nel 1393. Tra i più antichi mercatini si segnalano anche quello di Lipsia (1458), il Christkindlesmarkt di Norimberga (1530) e i mercatini di Berlino, diffusisi in secoli diversi ma il primo dei quali nacque nel XVI secolo.
Alla Germania si deve anche la tradizione della piramide natalizia, una decorazione tipica del folclore tedesco e caratteristica dei mercatini natalizi del paese. Creata nella zona dei Monti Metalliferi nel XVIII secolo la piramide di Natale è usata spesso in sostituzione dell'Albero di Natale.

### Francia

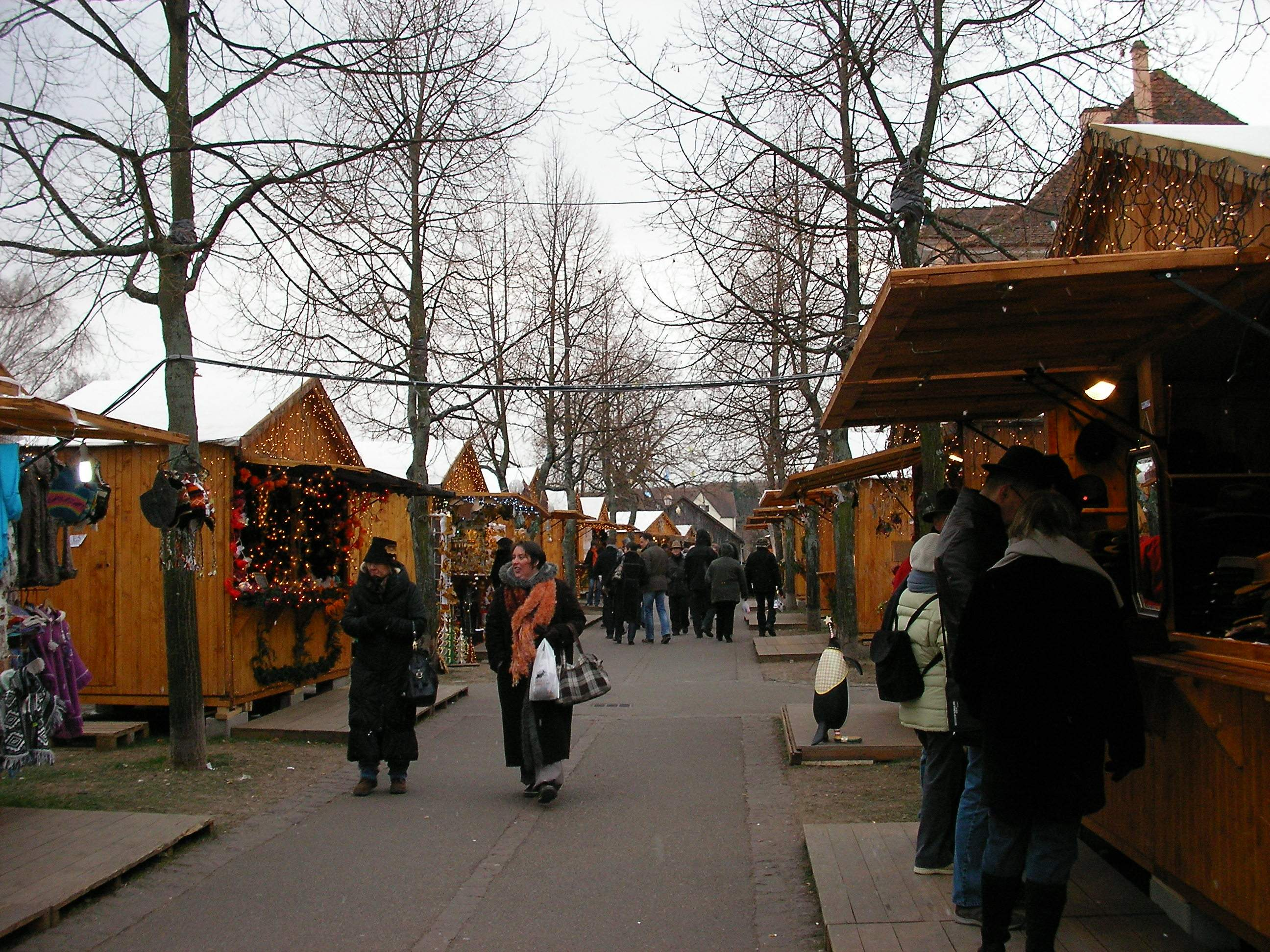
Il mercatino di Natale di Riquewihr, tra i più noti in Alsazia

In Francia i mercatini di Natale si svilupparono inizialmente nelle zone al confine con la Germania, in particolare nelle regioni di Alsazia e Lorena. In Alsazia ha sede il più antico (nonché il più visitato) mercatino natalizio del paese, il Christkindelsmärik di Strasburgo, risalente al 1570. Proprio Strasburgo è stata definita la capitale di Natale per la ricchezza delle sue decorazioni natalizie. L'Alsazia è conosciuta per la bellezza dei suoi mercatini, i più rilevanti tra i quali - oltre che a Strasburgo -, si trovano a Colmar, Riquewihr, Kaysersberg e Mulhouse.
Suggestivi e famosi sono anche i mercatini della Lorena: il mercatino più famoso è quello di Metz, il secondo più visitato di tutta la Francia e l'unico insieme a quello di Arras a montare ogni anno una piramide natalizia (costruzione presente più comunemente in Germania). Altrettanto importanti sono il mercatino di Natale di Sierck-les-Bains (il secondo più visitato nel dipartimento della Mosella dopo Metz) e quello di Sarreguemines. Nel dipartimento della Meurthe e Mosella è famoso e molto frequentato il mercatino di Natale di Nancy, anche noto come mercatino di San Nicola in quanto legato alla celebrazione dell'omonimo santo, patrono della Lorena. La tradizione di San Nicola è talmente radicata a Nancy, che la festa di San Nicola e le manifestazioni ad essa connesse (mercatino incluso) sono state inserite dal ministero della cultura francese nell'elenco del patrimonio culturale immateriale del paese.
Al di fuori dell'Alsazia-Lorena, altrettanto famosa è la Foire aux santons di Marsiglia, tenutasi per la prima volta nel 1803 e celebre per l'esposizione dei famosi Santons della Provenza, statuine del presepe tipiche della tradizione provenzale.

### Altri paesi

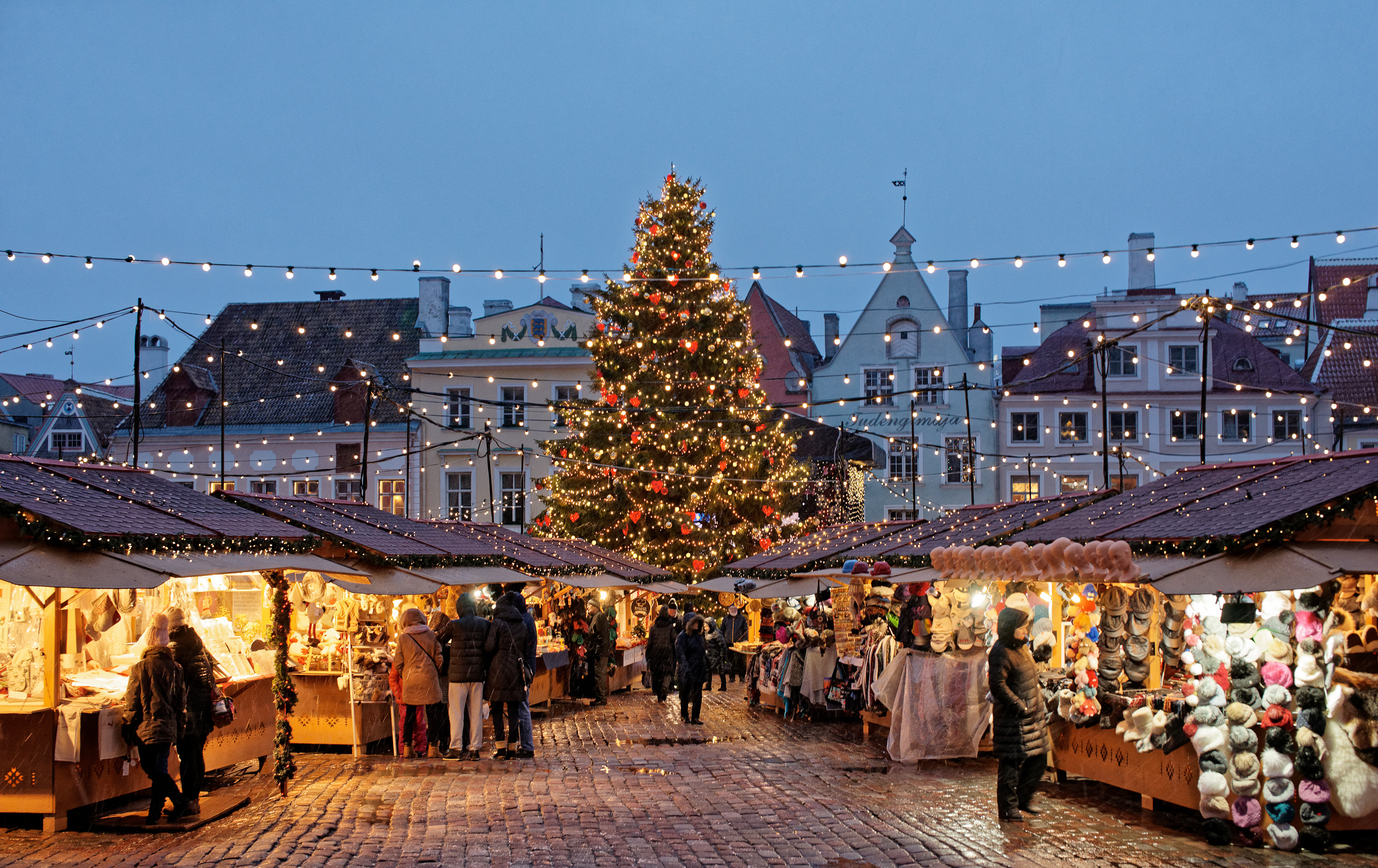
Uno scorcio del mercatino di Natale di Tallinn

Nel resto del mondo, i mercatini di Natale si sono diffusi a partire dagli anni ottanta del Novecento, fatte salve alcune eccezioni più antiche.
In Belgio il mercatino più antico è il Villaggio di Natale di Liegi, creato nel 1986 e capace di registrare ogni anno un milione e mezzo di visitatori. Ugualmente importanti sono anche il Plaisir d'Hiver di Bruxelles e il mercatino di Mons (noto col nome di Mons Coeur en Neige).
In Svizzera spiccano i mercatini di Zurigo (il più antico del paese), Lucerna (considerato quello posto più in alto in Europa), Berna (risalente al XIX secolo) e Basilea (giudicato il più bello del 2021).
Nei Paesi Bassi il mercatino più grande è quello di Dordrecht, che si svolge annualmente per soli tre giorni.
In Estonia è presente la più antica tradizione per quanto riguarda la realizzazione di un albero di Natale pubblico, quello realizzato a Tallinn per la prima volta nel 1441. Tuttavia il primo mercatino ufficiale, il più importante del paese baltico, nacque soltanto nel 1997.
In Ungheria è presente il mercatino di Budapest, considerato tra i più belli e suggestivi al mondo.
In Svezia il più antico mercatino natalizio è quello che si tiene ogni anno alla Stortorget, antica piazza di Stoccolma. Il mercatino è nato nel Medioevo, ma la prima edizione ufficiale si è tenuta nel 1837.
In Spagna il primo mercatino ufficiale è la Fiera di Santa Lucia a Barcellona, risalente al 1786, mentre quello di Madrid è nato ufficialmente nel XIX secolo, sebbene prime manifestazioni di questo tipo si ebbero già nel XVII secolo.
In Inghilterra è da segnalare il mercatino di Natale di Lincoln, il più antico del paese essendo nato nel 1982. È ispirato ai mercatini di Neustadt an der Weinstraße, città gemellata con Lincoln.
In Italia il primo mercatino di Natale è ritenuto quello di Bologna, tenutosi per la prima volta nel XVIII secolo e legato alla festa di Santa Lucia. La tradizione dei mercatini si è però diffusa in maniera preponderante soprattutto dagli anni novanta del novecento, con la nascita dei primi mercatini moderni: tra questi, il primo in assoluto è stato quello di Bolzano, nato nel 1991, a cui ne sono seguiti altri nell'area del Alto Adige/Südtirol, in particolare a Merano, Bressanone, Vipiteno e Brunico. In Trentino è rinomato il mercatino di Natale di Trento, nato nel 1993. A Napoli, dove è famosa da secoli la tradizione del presepe napoletano, si tiene ogni anno in via San Gregorio Armeno l'esposizione dei presepi realizzati nelle botteghe artigianali della città.